# Notascea brevispinula
Notascea brevispinula là một loài bướm đêm thuộc họ Notodontidae. Nó là loài duy nhất được tìm thấy ở Rio de Janeiro và Tijaca in Brasil.